# إعادة تشكيل المفصل
إعادة تشكيل المفصل (ترميم المفصل) (بالإنجليزية: Arthroplasty)‏ هو إجراء جراحي تقويمي في مجال جراحة العظام حيث يتم فيه استبدال أو إعادة تشكيل أو إعادة محاذاة السطح المفصلي لمفصل في الجهاز العضلي الهيكلي بواسطة قطع العظم (بغرض تقصيره أو تطويله أو تغيير ارتصافه) أو أي إجراء آخر. إنه إجراء اختياري يتم القيام به لتخفيف الألم واستعادة وظيفة المفصل بعد تعرضه للتلف بسبب التهاب المفاصل أو نوع آخر من الرضح (الأضرار أو الإصابات التي قد تصيب المفصل نتيجة حادث أو إصابة جسدية).

## دواعي طبية
- التهاب المفصل التنكسي[4][5]
- التهاب المفاصل الروماتويدي[6]
- نخر لاوعائي[7][8]
- خلل التنسج الوركي الخلقي[9]
- خلل التنسج الحقي؛ يشير إلى حالة تنسج حوض الفخذ (الحقي) بشكل غير طبيعي، حيث يكون القرن الأمامي للحوض غير عميق بشكل كافٍ لاستيعاب رأس الفخذ بشكل صحيح. هذا الخلل يمكن أن يؤدي إلى عدم استقرار الفخذ وقد يسبب آلاماً مزمنة وتدهوراً تدريجياً في المفصل مع مرور الوقت.[10]
- الكتف المتجمد؛ حالة طبية تتسم بتقلص وتيبس مفصل الكتف، مما يؤدي إلى صعوبة في حركة الكتف والألم. يحدث ذلك عادةً بسبب التهاب في محفظة الكتف (وهي نسيج ضام محيط بمفصل الكتف).
- المفصل المصاب بالصدمة وانحراف المحاذاة يشير إلى حالة حيث تعرض المفصل لإصابة مؤلمة أو تشوه في محاذاته. يمكن أن تحدث هذه الحالة نتيجة لإصابة حادة أو مزمنة في المفصل، مما يؤدي إلى عدم اتساق وضع المفصل وتأثير سلبي على وظيفته والحركة الطبيعية للجسم.[11][12]

## المضاعفات
- تجلط الأوردة العميقة[13][14][15][16]
- عدوى[17][18][19][20]
- نزيف[21][22]
- كسور الأطراف الصّناعيّة المحيطة؛ هو نوع من الكسور التي تحدث في العظم المحيط بالجسم الاصطناعي الذي تم وضعه خلال عملية جراحية، مثل استبدال المفصل. في هذا النوع من الكسور، يمكن أن يتأثر العظم المحيط بالجسم الاصطناعي بسبب عوامل مثل الإجهاد الميكانيكي (تشير إلى القوى والضغوط التي يتعرض لها الجسم الاصطناعي نتيجة للحركة أو الاستخدام اليومي) أو التأثيرات الحادة (تشير إلى الضغوط أو الصدمات الناتجة عن حوادث أو سقوط)، مما يؤدي إلى كسر العظم في هذه المنطقة.[23][24][25]

- عدم استقرار (ارتخاء)؛ يمكن أن تحدث بعد استبدال المفصل أو وضع الجسم الاصطناعي، حيث يفقد تماسكه أو ثباته في العظم المحيط به. يمكن أن يحدث الإفراط في التآكل أو التحلل في الواجهة الفعالة للجسم الاصطناعي أو الضغط غير الطبيعي عليه مما يؤدي إلى فقدان الاستقرار والإرتخاء.[26][27][28]
- الاهتراء الميكانيكي؛ بسبب الاحتكاك المستمر أثناء الحركة.

## أنظر أيضًا
- استبدال الركبة
- استبدال مفصل الورك
- هشاشة العظام في المعصم